# Dodo Abasidze
David 'Dodo' Abasidze (grúzul: დავით [დოდო] აბაშიძე; oroszul: Дави́д Ива́нович Абаши́дзе; Tbiliszi, 1924. május 1. – Tbiliszi, 1990. január 26.) szovjet, grúz színész, filmrendező. A Grúz Szovjet Szocialista Köztársaság népművésze (1967). 1954–1988 között 50 filmben szerepelt.

## Életpályája
Színész családba született, szülei: Vaniko Abasidze és Nino Andronikasvili, mindketten színészek voltak. 
Tbilisziben, a  Tbiliszi Állami Színházi Intézetben tanult, 1949-ben végzett. Ezután csatlakozott a Rusztaveli Színház társulatához, de néhány év múlva teljes mértékben a mozinak szentelte magát, 1956-tól filmszínészként és filmrendezőként működött a Grúzia-film filmstúdiónál. Abasidze filmes debütálása Bicsiko szerepe volt, Siko Dolidze: A szitakötő című vígjátékában (1954), amely a Szovjetunió egészében kasszasiker lett. A következő három évtizedben a grúz filmművészet összes vezető rendezőjével, számos műfajban dolgozott, a történelmi kalandtól a kortárs drámáig és zenés vígjátékig. Tengiz Abuladze és Revaz Cseidze rendezték őt sikeres közös debütálásukban, a Magdana szamarában (1955), Otar Joszeliani a Lombhullásban (1966), Eldar Sengelaja a Különleges kiállításban (1968) és Georgi Danelia a Ne búsulj! (1969) című vígjátékban. Figyelemre méltó filmes alakítása volt Sosana pásztorként a Nagy zöld völgy című filmben (1968), aki ellenáll a városi modernizációnak.
Abasidze munkásságának egyik legnagyobb sikere volt, hogy Szergej Paradzsanovval közösen rendezett két filmet: A szurámi vár legendája (1984) és az Asik Kerib (1988). Ez utóbbiban játszott is.
Fia: Zaza Abasidze (1957–) történész, a történettudományok kandidátusa, docens.

## Emlékezete
Tbilisziben a Didube Pantheonban helyezték végső nyugalomra.
Halála után Tbilisziben utcát neveztek el a róla.

## Filmográfia

### Színészként
- A szitakötő (1955) (fiú) rendezők: Siko Dolidze, Levan Hotivari
- Magdana szamara (1956) rendezők: Tengiz Abuladze, Revaz (Rezo) Cseidze
- Basi-Acsuk (1956) (Abdushahil) rendező: Leo Essakia
- Éteri dal (1956) rendező: Siko Dolidze
- Az igazat fogom mondani (1957) (Ushang) rendező: Levan Khotivar
- Labda és mező (1961) (Gideon) rendező: Karaman (Guguli) Mgeladze
- Képesítés nélküli menyasszony (1961) (Dodo) rendező: Levan Hotivari
- Chiacocona (1961)(Boch) rendező: Jurij Kavtaradze
- Küldetés (1961) (gyárigazgató) rendező: Jurij Jegorov
- Fehér karaván (sofőr) (1963) rendezők: Eldar Sengelaja, Tamaz Melijava
- Cerodena Knights (1963) (Aslan) rendezők: Nellie Nenova, Geno Csulaja
- A tenger gyermekei (1964)(Gocha) rendező: Konstantin Pipinasvili
- Pierre, a milícia tisztje (1964) (a milícia főnöke) rendező: David Rondel
- Hevszuri ballada (1965) (Aluda) rendező: Sota Managadze
- Sajnálom, meg fogsz halni (1965) (Afrasion) rendező: Karaman (Guguli) Mgeladze
- Lombhullás (1966) (Rezo) rendező. Otar Ioszeliani
- Matsi Khvitia (1966) (Omar Margania) rendező: Giorgi Sengelaja
- Hamarosan jön a tavasz (1967) rendező: Otar Abesadze
- Nagy zöld völgy (Sosana)(1968) rendező: Merab Kokohasvili
- Ne búsulj! (1968) (Vameh Vahvari tábornok) rendező: Giorgi Danelia
- Tariel Golua (1968) (Bachua) rendező: Levan Hotivari
- Különleges kiállítás (1968) (Shavleg) rendező: Eldar Sengelaja
- Fény az ablakainkban (1969) (Alexander) rendező: Karaman (Guguli) Mgeladze
- Pirosmani (1969) rendező: Giorgi Sengelaja
- A nagymester jobb keze (1970) (Mamamze Eristavi) rendezők: Vahtang Tabliasvili, Devi Abasidze
- Szomszédok (1971) rendező: Revaz Csarhalasvili
- Tengeri farkas (1972) (Vahtang-rendező) rendező: Revaz Csarhalasvili
- Vidám romantika (1972) (a kollektív gazdaság elnöke) rendező: Levan Hotivari
- Amikor kivirágzott a mandula (1972) (Niko) rendező: Lana Gogoberidze
- Szibériai nagypapa (1973) (Nestor Kalandarisvili ) rendező: Giorgi Kalatozisvili
- Veri kerület dallamai (1973) (Pristavi-rendőrfőnök) rendező: Giorgi Sengelaja
- Az ügyet átadják a bíróságnak (1975) (ügyész) rendező: Valerian Kvacsadze
- Ne hidd, hogy már nem vagyok itt (1975) (Mikho da Metone) rendező: Karaman (Guguli) Mgeladze
- Az első fecske (1975) (Jason) rendező: Nana Mcsedlidze
- Mint a reggeli köd (1975) rendező: Geno Hojava
- Séta Tbilisziben (1976) (egy igazi tbiliszi lakos és mások) rendező: Nana Mcsedlidze
- Anara városa (1976) (Mózes) rendező: Irakli Kvirikadze
- Csúcs (1976) (Gábriel papa) rendező: Merab Kokohasvili
- Fedia (1977) (Shaliko) rendező. Karaman (Guguli) Mgeladze
- Raha, szerelmem (1977) (Varlam) rendezők: Temur Falavandisvili, Jozeb Medvedi
- Data Tutasia (1978) (Seturi) rendezők: Grigol (Giga) Lortkifanidze , Guram (Gizo) Gabeskiria
- Kvarkvare (1978) (Kvarkvare) rendező: Devi Abasidze
- Házasság Imeruladban (1980) rendezők: Nelli Nenova, Geno Csulaja
- Eskü könyve (1983) (Vachnadze) rendezők: Grigol (Giga) Lortkifanidze, Amiran Darsavelidze
- Valaki ült a hűtőben (1983) (Lia apja) rendező: Karaman (Guguli) Mgeladze
- A szurami vár legendája (1984) (Oszman Aga) rendezők: Dodo Abasidze, Szergej Paradzsanov
- Gyökerek (1987) rendező: Karaman (Guguli) Mgeladze

### Rendezőként
- A szurámi vár legendája (1985) (Szergej Paradzsanovval)
- Asik Kerib (1988) (Szergej Paradzsanovval)

## Díjai, elismerései
- A Munka Vörös Zászló Érdemrendje
- Méltóság Érdemrendje
- A Grúz Szovjet Szocialista Köztársaság tiszteletbeli művésze (1961)
- A Grúz Szovjet Szocialista Köztársaság népművésze (1967)
- A Nagy zöld völgy c. filmben (1968) nyújtott alakításáért a legjobb férfi színész díja, Minszk (1970)
- A Fény az ablakainkban c. filmben nyújtott alakításáért a legjobb férfi színész díja, Frunze (1976)
- Az első fecske c. filmben nyújtott alakításáért a legjobb férfi színész díja, Teheráni Nemzetközi Filmfesztivál (1975)
- Legjobb rendező (Spanyolország, 1986)
- Nyika-díj (1989)
- Rusztaveli-díj (1990)